# Feniks (Harry Potter)
Een Feniks (Engels: Phoenix, Grieks: phoínix, Latijn: phoenix) is een fabeldiersoort uit de Harry Potter-boekenserie van de Britse schrijfster J.K. Rowling. Het dier is gebaseerd op de feniks uit de Griekse Mythologie. De feniks is een scharlakenrode vogel, zo groot als een zwaan. Feniksen hebben rode veren en een goudkleurige snavel, poten en staart.
De feniks bouwt zijn nest op bergtoppen. Hij komt voor in Egypte, China en India.
De feniks heeft een oneindige levenscyclus. Hij verbrandt als zijn lichaam (te) oud is en wordt vervolgens als jonge vogel direct weer herboren uit zijn as. Deze dag wordt de branddag genoemd. Volgens Albus Perkamentus zijn feniksen het lelijkst op hun branddag. Daarom wordt de feniks heel oud.
De classificatie door het Departement van Toezicht op Magische Wezens van het Ministerie van Toverkunst is XXXX, oftewel; Gevaarlijk/vereist specialistische kennis/ eventueel handelbaar door bekwaam tovenaar. Er staat bij dat de feniks niet met XXXX wordt geclassificeerd omdat hij agressief is, maar omdat slechts heel weinig tovenaars er ooit in zijn geslaagd een feniks te temmen.
Feniksen kunnen naar believen verschijnen en verdwijnen. Het lied dat gezongen wordt door een feniks, is magisch. Men beweert dat het mensen met een goed hart ze moed geeft en hun tegenstanders angst aanjaagt. De tranen van een feniks werken genezend en zijn de enige remedie tegen het gif van een basilisk.
Albus Perkamentus heeft een feniks genaamd Felix. Perkamentus' Patronus is eveneens een feniks. Felix kon de Onvergeeflijke Vloek Avada Kedavra inslikken. Het is niet bekend of alle feniksen dat kunnen.